# Cesare Beccaria
Pour les articles homonymes, voir Beccaria.
Cesare Beccaria, marquis de Gualdrasco et Villareggio, né le 15 mars 1738 à Milan où il est mort le 28 novembre 1794, est un juriste, criminaliste, philosophe, économiste et homme de lettres italien rattaché au courant des Lumières.
Avec Des délits et des peines, il a fondé le droit pénal moderne et s’est signalé, notamment en développant la toute première argumentation contre la peine de mort.

## Biographie
Cesare Beccaria, fils de Giovanni Saverio di Francesco Beccaria et de Maria Visconti di Saliceto, subit d'abord, selon ses propres dires, « huit années d'éducation fanatique et servile » de 1747 à 1755 dans un collège jésuite pour jeunes aristocrates à Parme. Il obtient ensuite en 1758, à l'âge de 20 ans, son doctorat en droit à l'université de Pavie. Il rompt avec sa famille après sa rencontre avec Teresa Blasco, qu'il épouse en 1761. Le père de Beccaria considère ce mariage comme une mésalliance. Peut-être en souvenir du roman de Jean-Jacques Rousseau, Julie ou la Nouvelle Héloïse, qui paraît l'année même de leur mariage et dont l'histoire d'amour socialement impossible évoque leurs propres mésaventures, les jeunes époux donnent le nom de Giulia à leur premier enfant, qui deviendra la mère du grand romancier Alessandro Manzoni.
Très influencé, selon sa propre expression, par « l'immortel » Montesquieu, ainsi que par Helvétius et les encyclopédistes français, Beccaria s’intéresse très tôt aux questions liées au système judiciaire. Dans Des délits et des peines (1764-1766), il pose les bases de la réflexion moderne en matière de droit pénal et amorce le premier mouvement abolitionniste. Il y établit les bases et les limites du droit de punir et recommande de proportionner la peine au délit. Beccaria pose aussi en principe la séparation des pouvoirs religieux et judiciaire. Dénonçant la cruauté de certaines peines comparées au crime commis, il juge « barbare » la pratique de la torture et la peine de mort, et recommande de prévenir le crime plutôt que de le réprimer.
Désireux de réduire les sources du droit à la seule loi du souverain, il développe une théorie de l'herméneutique judiciaire, dite « théorie du syllogisme ». Le juge criminel ne doit en effet pas interpréter la loi pénale, mais seulement l'appliquer de manière purement syllogistique (« Pour chaque délit le juge doit faire un syllogisme parfait ») : le prévenu a accompli telle action, or cette action est punie par telle peine, donc le prévenu doit être condamné à cette peine.
Très rapidement traduit en français (1765), en allemand (1766), en anglais (1767), en suédois (1770), en polonais (1772), en espagnol (1774), cet ouvrage provoque un vif débat auquel participent des intellectuels de renom comme Voltaire ou Diderot. Beccaria met au monde le débat qui sévit depuis plus de deux siècles entre les partisans de la répression et ceux de la prévention, que Beccaria appelle de ses vœux. Très hostile à la peine de mort, il pose une démonstration, la première du genre, qui amène l’auteur à qualifier la peine capitale, qui n'est « ni utile, ni nécessaire », d'« assassinat public ».
En 1766, il accepte, après avoir longuement hésité, une invitation des Philosophes à Paris. Chaleureusement accueilli par ceux-ci, son naturel timide, et son peu de disposition pour le vie mondaine, l’amènent à retourner, au bout de trois semaines, auprès de sa jeune épouse Teresa, à Milan. Après ce voyage à Paris, Catherine II l’invite à Saint-Pétersbourg, en 1767, mais il préfère décliner l’invitation et accepter, à la place, une une chaire d’économie politique créée pour lui à Milan, en 1768, où il enseigne de 1769 à 1770. Le projet de grand ouvrage sur la législation en général qu’il s’était proposé de rédiger n’a jamais mis à exécution.
À partir de 1770, il devient haut fonctionnaire dans l’administration milanaise alors sous domination autrichienne; il occupera ce poste jusqu’à sa mort, d’apoplexie à la suite d’une indigestion.
Il inspire les réformes judiciaires menées en Suède (1772) et en France (1780 et 1788) instaurant l’abolition de l’emploi de la torture. Beccaria est publié en 1777 aux États-Unis, où il inspire Thomas Jefferson. L'ouvrage de Beccaria sera à la base de la réforme menée par le prince Pierre-Léopold du Code pénal du grand-duché de Toscane, qui deviendra le premier État au monde à abolir totalement la peine de mort et la torture.
Quelques principes posés par Beccaria dans Des délits et des peines (1764) :
- « Nullum crimen nulla poena sine lege » (en français : « Pas de crime, pas de punition sans loi ») aujourd’hui qualifié de principe de légalité : la formule ne sera forgée que plus tard (par P. J. A. von Feuerbach), et l'idée avait déjà été formulée (sans doute pour la première fois par Hobbes), mais Beccaria lui donne une importance inédite.
- « La loi ne doit établir que des peines strictement et évidemment nécessaires, et nul ne peut être puni qu’en vertu d’une loi établie et promulguée antérieurement au délit et légalement appliquée. » (Déclaration des droits de l’homme et du Citoyen du 26 août 1789, art. 8) appelé la non rétroactivité de la loi pénale plus sévère

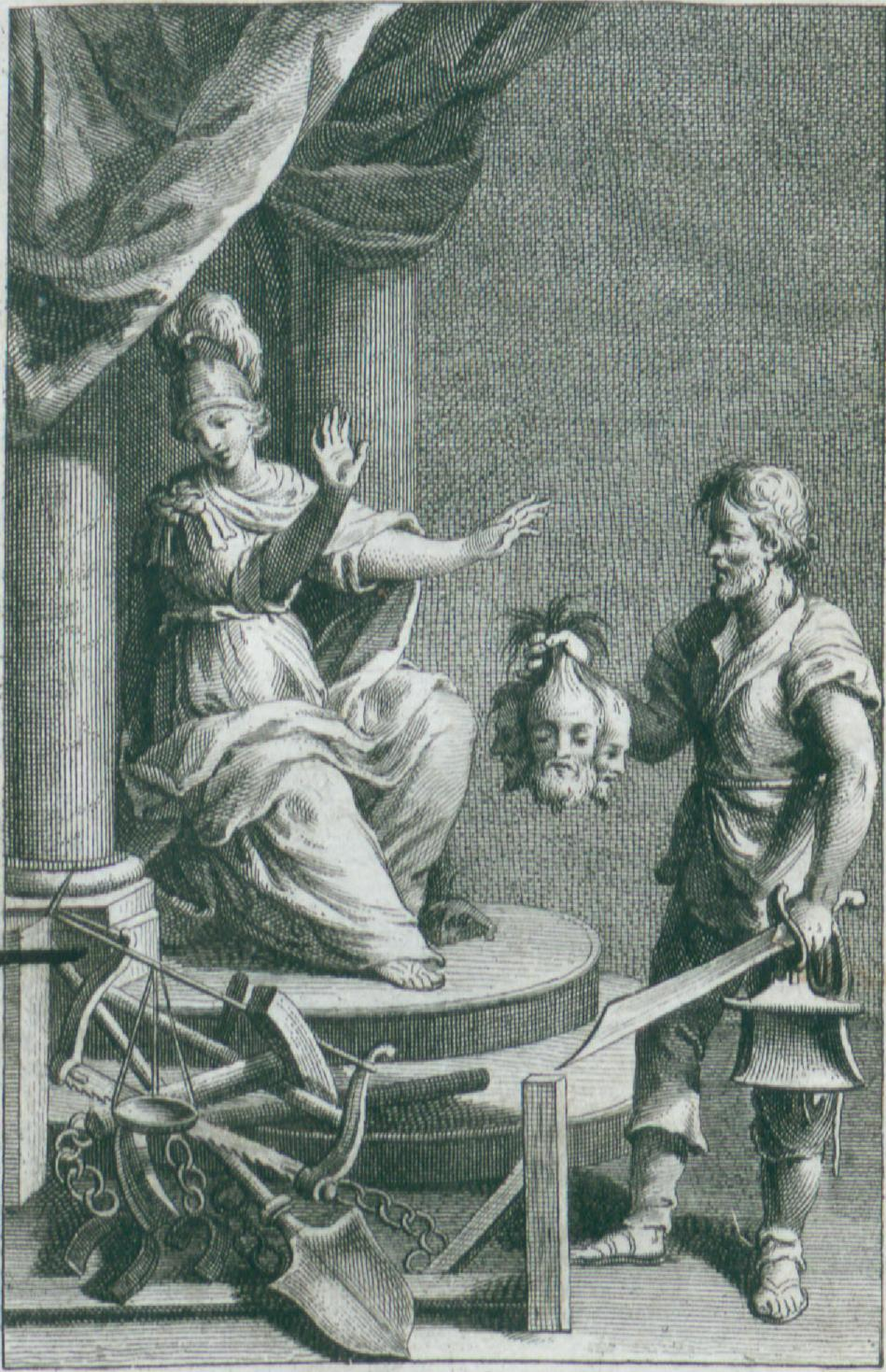
Gravure dans Des délits et des peines

- « Nul homme ne peut être accusé, arrêté ni détenu que dans les cas déterminés par la loi et selon les formes qu’elle a prescrites. » (Ibid., art. 7)
- « La loi n’a le droit de proscrire que les actions nuisibles à la société. » (Ibid., art. 5)
- « Tout homme étant présumé innocent jusqu’à ce qu’il soit déclaré coupable, s’il est jugé indispensable de l’arrêter, toute rigueur qui ne sera pas nécessaire pour s’assurer de sa personne doit être sévèrement réprimée par la loi. » (Ibid., art. 9) traduit par la présomption d'innocence
- « Est fausse l’idée d’utilité qui sacrifie mille avantages réels pour un inconvénient imaginaire ou sans conséquence, qui priverait les hommes du feu parce qu’il incendie et de l’eau parce qu’elle inonde, qui ne remédie aux maux qu’en détruisant. Les lois qui interdisent le port d’armes sont de cette nature ; elles ne désarment que ceux qui ne sont ni enclins ni déterminés à commettre des délits […]. Ces lois aggravent la condition des agressés, en améliorant celle des agresseurs, elles ne diminuent pas les homicides, mais les augmentent, parce que c’est avec plus d’assurance qu’on agresse les gens désarmés que les gens armés. On peut dire de ces lois qu’elles ne préviennent pas mais craignent les délits, et naissent de la tumultueuse impression de certains faits particuliers, non de la méditation raisonnée des avantages et des inconvénients d’un décret universel[11]. »

Ces principes sont aujourd’hui des piliers de la justice et le traité Des délits et des peines demeure une référence incontournable dans le cursus universitaire en droit pénal.
Ses leçons d'économie n’ont été imprimées qu’après sa mort, en 1804, sous le titre Elementi di economia pubblica. Membre de l'Accademia dei Pugni, Beccaria avait participé, en 1764 et 1765, à une publication périodique analogue au Spectateur, et produite par l'Académie, il Café (1764-1766), où étaient traités divers sujets de littérature et de philosophie.

## Peine de mort

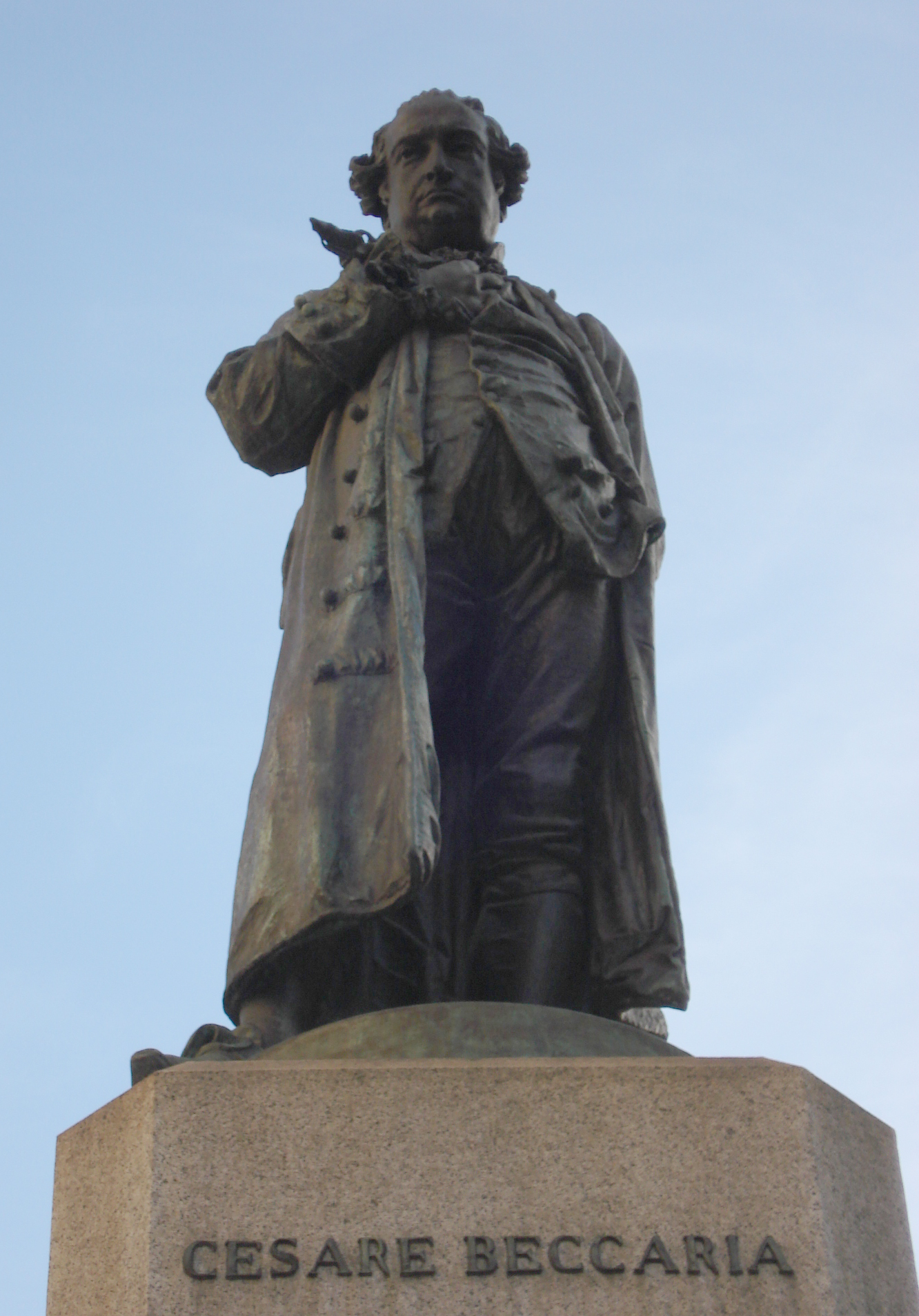
Monument en l'honneur de Cesare Beccaria, par Giuseppe Grandi, à Milan.

C’est dans son ouvrage Des délits et des peines (Dei delitti e delle pene), édité anonymement en 1764 à Livourne qu’il s’oppose au principe de la peine de mort :
«  Il me paraît absurde que les lois, qui sont l’expression de la volonté publique, qui détestent et punissent l’homicide, en commettent un elles-mêmes, et que pour éloigner les citoyens de l’assassinat, elles ordonnent un assassinat public. »
«  Ce n'est pas le spectacle terrible mais passager de la mort d'un scélérat, mais le long et pénible exemple d'un homme privé de liberté, qui, transformé en bête de somme, rétribue par son labeur la société qu'il a offensée, qui est le frein le plus fort contre les délits. »
C'est pourquoi Beccaria propose comme substitut à la peine de mort « l'esclavage perpétuel » (et non la prison à perpétuité comme on l'entend souvent, le mot italien pour esclavage étant bien « schiavitù », celui pour la perpétuité étant « ergastolo »), dont l'impression de durée s'inscrit plus fortement dans les esprits que la peine de mort, « que les hommes voient toujours dans un obscur éloignement ». C'est donc bien une peine continuelle que prône Beccaria, car les « passions violentes » s'effacent avec le temps.
On a parfois cru que, dans le chapitre 28, Beccaria admet la peine de mort dans certains cas: en cas de sédition ou de complot contre la sûreté de l'État, ou encore lorsque la mort est « le seul véritable frein pour détourner les autres de commettre des délits »). Selon certains spécialistes, cette interprétation est cependant inexacte : le premier cas ne concerne que des situations d'anarchie ou de guerre civile étrangères au cours normal de la vie d'un État de droit («sous le règne tranquille des lois […], je ne vois aucune nécessité de détruire un citoyen», dit Beccaria), et le second est une hypothèse rhétorique ne servant qu'à introduire le long développement qui suit et qui, justement, l'invalide totalement.
Victor Hugo, également abolitionniste, montre dans ses œuvres politiques une forte admiration pour Beccaria, qu'il met au rang des grands éducateurs de l'humanité. Dans Choses vues, le même Victor Hugo mentionne que la peine de mort fut « abolie de fait » sous Louis-Philippe, qui usait systématiquement de son droit de grâce sur tous les condamnés. Qu'il ait lu ou non Beccaria, Robespierre militera au début de sa carrière pour l'abolition de la peine de mort.
Partout en Europe, les cas passibles de peine de mort commençaient à décroître. Mais c'est bien sous l'influence des Délits et des peines que, pour la première fois au monde, la peine de mort est officiellement et réellement abolie dans le grand-duché de Toscane en 1786, par Léopold d'Autriche, franc-maçon, qui devint en 1790 empereur germanique sous le nom de Léopold II. Le livre de Beccaria a plus tard servi et sert encore de référence aux luttes abolitionnistes engagées depuis le XIXe siècle (la peine de mort est ainsi abolie par le jeune État italien en 1889). Certains de ses arguments ont été repris par Robert Badinter dans son combat pour l’abolition de la peine de mort en France (1981), que Jacques Chirac a fait inscrire dans la constitution de la République française (art. 66-1, 26 février 2007), et aujourd’hui encore par des abolitionnistes américains comme Hugo Adam Bedau (en).

## Hommages

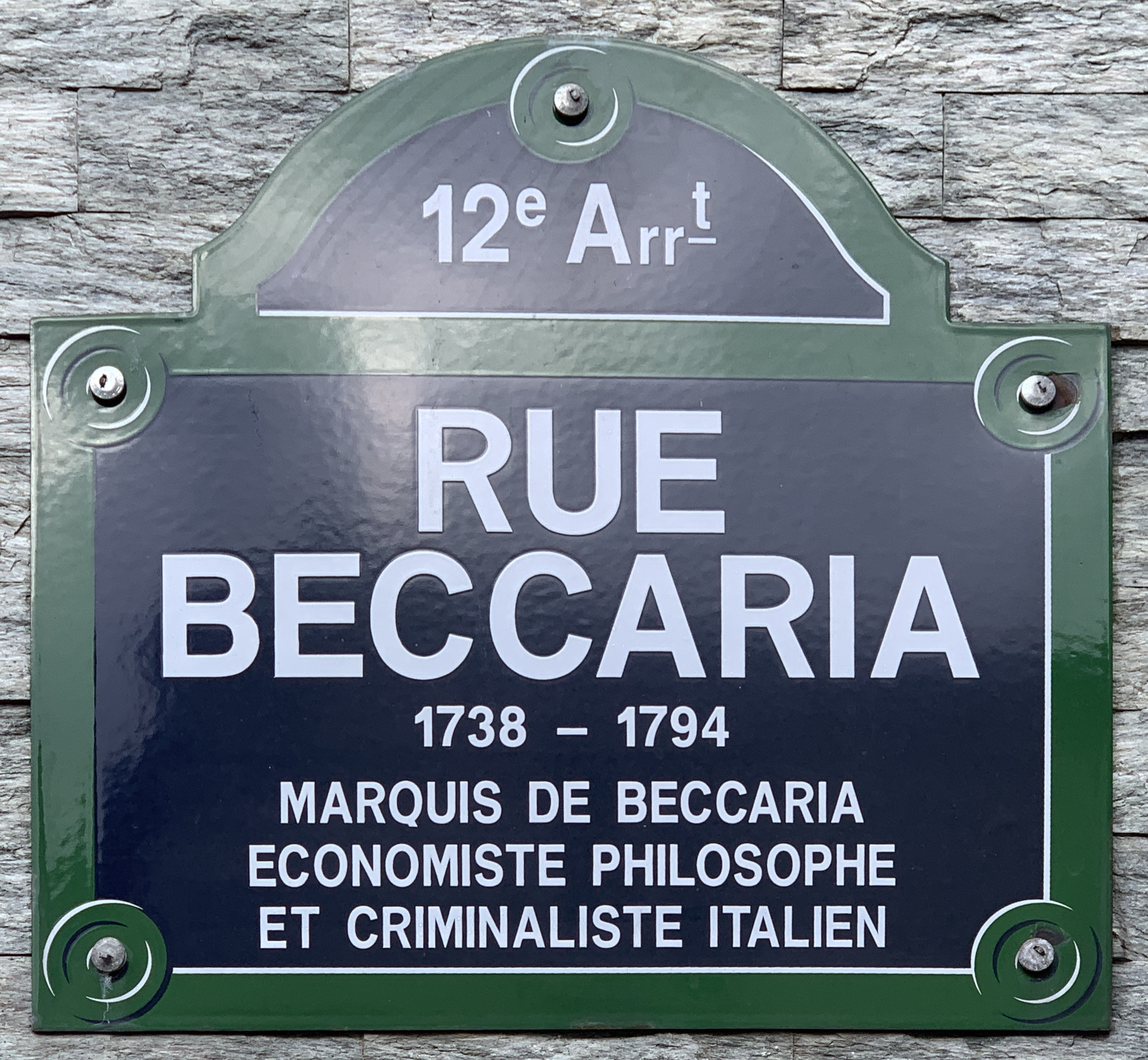
Plaque de la rue Beccaria à Paris.

- Piazza Cesare Beccaria, une place de Florence a été nommée en son honneur ;
- Rue Beccaria, une voie de Paris, proche de l’ancienne prison Mazas, a été nommée en son honneur.

## Citation
« Enfin le moyen le plus sûr mais le plus difficile de prévenir les délits est de perfectionner l’éducation »

.

## Travaux
Des délits et des peines a été traduit en français aux XVIIIe et XIXe siècles par :
- André Morellet, 1765.
- Pierre-Joseph-Spiridion Dufey, 1821
- Jacques-Albin-Simon Collin de Plancy, 1822.

Il a été notamment commenté par Voltaire, Diderot, Joseph-Michel-Antoine Servan et Jacques-Pierre Brissot de Warville, Faustin Hélie, ainsi que par Michel Foucault dans Surveiller et punir, Paris, Gallimard, 1975.
Il a également publié, en 1770, des Ricerche intorno alla natura dello stile (Recherches concernant la nature du style).
- Cesare Beccaria, Des délits et des peines. D’après la traduction de l’Italien par M. Chaillou de Lisy, bibliothécaire, et publiée à Paris en 1773], hébergé par le fonds documentaire de l'UQAC.
- Cesare Beccaria, Des délits et des peines, traduction de l'italien par Maurice Chevalier ; introduction par Franco Venturi, Genève, Droz, 1965 (plusieurs fois réédité), XLVI, 80 et (2) p. (Les Classiques de la pensée politique, no 1).
- Cesare Beccaria, Des délits et des peines. Dei delitti e delle pene, texte italien établi par Gianni Francioni, introduction, traduction et notes par Philippe Audegean, Lyon, ENS Éditions, 2009,  (ISBN 978-2-84788-149-3).
- Cesare Beccaria, Des délits et des peines, suivi de « Avis au sujet de la peine de mort », avec une « Note » de Luigi Ferrajoli, préface, traduction française et notes de Philippe Audegean, Paris, Payot & Rivages (collection « Rivages poche. Petite Bibliothèque »), 2014.
- Cesare Beccaria, Des délits et des peines, traduction et notes d'Alessandro Fontana et Xavier Tabet. Préface de Xavier Tabet, Paris, Gallimard, 2015 (Bibliothèque de Philosophie)  (ISBN 978-2-07-078368-7).
- Cesare Beccaria, Recherches concernant la nature du style, traduit de l'italien par Bernard Pautrat, Paris, Éditions rue d'Ulm, 2001.

## Écrits en ligne
- Des délits et des peines (trad. André Morellet), Philadelphie, 1766, xxviii-148 p., in-8º (lire en ligne sur Gallica).

### Colloques internationaux
- Philippe Audegean (Université Sorbonne Nouvelle – Paris 3), Christian Del Vento (Université Sorbonne Nouvelle – Paris 3), Pierre Musitelli (École normale supérieure, Paris), Xavier Tabet (Université Paris 8 Vincennes-Saint-Denis). Les cultures de Beccaria. 250e anniversaire de l'ouvrage Dei delitti e delle pene, Livorno, 1764, Paris, 4-6 décembre 2014 (http://beccaria2014.com)
- Michel Porret (UNIGE-DAMOCLES)- Elisabeth Salvi (UNIGE-DAMOCLES) : Cesare Beccaria: réception et héritage. Du temps des Lumières à aujourd’hui, Genève, 21-23 février 2013 lire en ligne
- Michel Porret (org.), Cesare Beccaria et la culture juridique des Lumières, Université de Genève, Genève, 1994.